# Salomonglasögonfågel
Salomonglasögonfågel (Zosterops metcalfii) är en fågel i familjen glasögonfåglar inom ordningen tättingar.

## Utseende och läte
Salomonglasögonfågeln är en liten tätting, med olivgul ovansida och under till gult på strupe och undre stjärttäckarna, men grå på buken. Kring ögat syns en tunn vit ögonring och ett litet och suddigt ögonstreck. Näbb och ben är mörkgrå. Populationen på Florida saknar den vita ögonringen och har istället röda ögon. Det vanligaste lätet är ett upprepat "peep peep".

## Utbredning och systematik
Salomonglasögonfågelm förekommer i Salomonöarna. Den delas in i två underarter med följande utbredning:
- Zosterops metcalfii metcalfii – förekommer på öarna Bougainville, Buka, Shortland, Choiseul, Santa Isabel, Molakobi
- Zosterops metcalfii floridanus – förekommer på Florida Island (Salomonöarna)

Ofta urskiljs även underarten ’’exiguus’’, med utbredning i nordvästra Salomonöarna.

## Status och hot
Arten har ett begränsat utbredningsområde och tros minska i antal, dock inte tillräckligt kraftigt för att den ska betraktas som hotad. Internationella naturvårdsunionen IUCN listar arten som livskraftig (LC).

## Namn
Fågelns vetenskapliga artnamn hedrar Percy Herbert Metcalfe (1853-1913), brittisk läkare på Norfolk Island 1882-1913 men även naturforskare och samlare av specimen verksam i Salomonöarna.